# Izolda Bokszczanin-Gołaś
Izolda Bożena Bokszczanin-Gołaś (ur. 4 października 1968) – polska politolożka, doktor habilitowana nauk społecznych, adiunkt na Wydziale Nauk Politycznych i Studiów Międzynarodowych Uniwersytetu Warszawskiego.

## Kariera naukowa
W 1993 r. ukończyła studia magisterskie w zakresie nauk politycznych na Uniwersytecie Warszawskim. 5 czerwca 2002 r. uzyskała na ówczesnym Wydziale Dziennikarstwa i Nauk Politycznych UW stopień doktora nauk humanistycznych w dyscyplinie nauk o polityce na podstawie pracy Reforma instytucji politycznych Republiki Włoskiej w latach 90-tych, której promotorem był Eugeniusz Zieliński. 18 czerwca 2020 uzyskała na UW stopień doktora habilitowanego nauk społecznych w dyscyplinie nauk o polityce i administracji na podstawie dorobku naukowego oraz rozprawy Hybrydyzacja demokracji lokalnej w państwach Europy Południowej (Francja, Hiszpania, Włochy).
Należała do kadry naukowo-dydaktycznej Instytutu Nauk Politycznych UW, zaś po jego likwidacji w ramach przeprowadzonej w 2019 r. reorganizacji wydziału, znalazła się w zespole nowo powołanej Katedry Systemów Politycznych.